# 1948 na Alemanha
Esta é uma cronologia dos fatos acontecimentos de ano 1948 na Alemanha.

## Eventos
- 1 de março: O Banco dos Estados Alemães (Bank deutscher Länder) é fundado em Frankfurt am Main.[1]
- 25 de maio: O Partido Nacional Democrático da Alemanha é criado na zona de ocupação soviética.
- 20 de junho: O Marco alemão é introduzido nas zonas de ocupação ocidental.[2]
- 24 de junho: Inicia o Bloqueio de Berlim.[2]
- 8 de agosto: FC Nürmberg é o primeiro campeão de futebol alemão do pós-guerra.

## Nascimentos
- 1 de janeiro: Heinz Blasey, futebolista.
- 3 de janeiro: Manfred Kokot, atleta.
- 7 de janeiro: Bernd Scheelen, político.
- 11 de janeiro: Bernhard Lehmann, jogador de handebol.
- 16 de janeiro: Gregor Gysi, político.
- 28 de janeiro: Heinz Flohe, futebolista.

## Mortes
- 3 de fevereiro: Karl Ludwig, futebolista (n. 1886).
- 8 de fevereiro: Gustav Schuff, ginasta (n. 1878).
- 31 de março: Paul Matthes, futebolista (n. 1879).